# Хлопкоуборочная машина

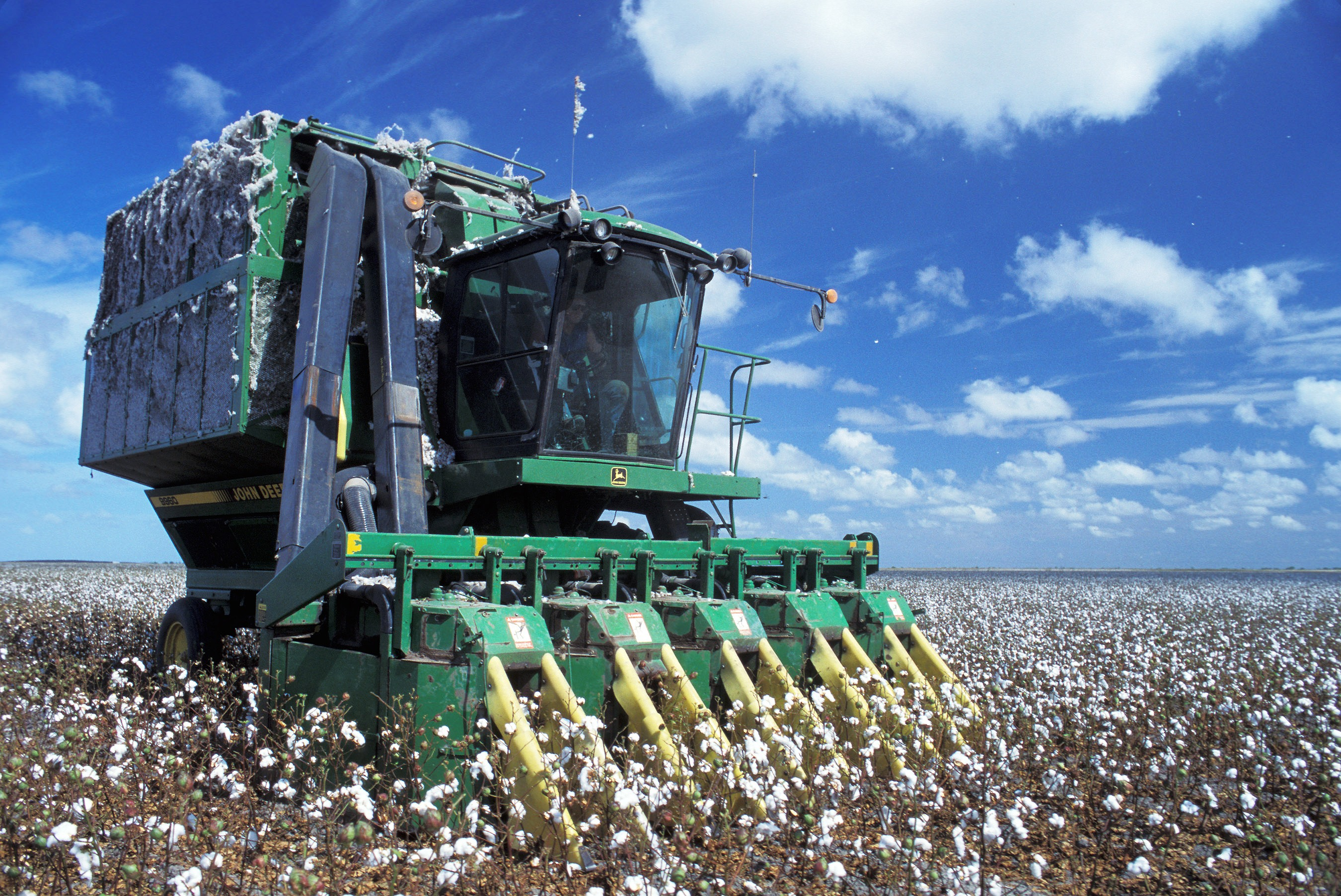
Хлопкоуборочная машина на поле хлопчатника

Хлопкоуборочная машина — машина для сбора хлопка-сырца из раскрывшихся коробочек хлопчатника.
Рабочие органы хлопоуборочной машины могут быть шпиндельные, карданные, пневматические, пневмо-механические, электромеханические.
Первый патент на хлопкоуборочную машину выдан в США в 1850 году.

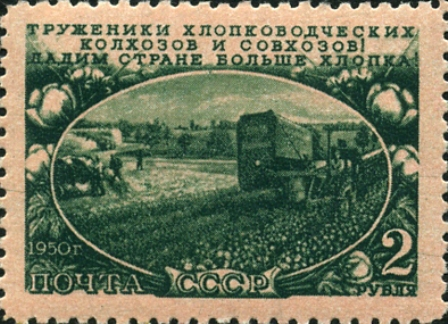
Хлопкоуборочный комбайн на почтовой марке СССР, 1951 год

## В России
В Советском Союзе хлопкоуборочные машины производились с 1929 года, распространение получили машины со шпиндельными и пневматическими рабочими органами.
Хлопкоуборочные машины выпускались как навесными, так и самоходными. Однорядная машина СХМ-48М агрегатировалась с трактором У-4. Самоходные машины для уборки хлопка СХС-1,2 (двухрядная), СХП-2,1 (трёхрядная).
Уборка хлопка машинами обычно осуществляется после дефолиации растений хлопчатника.
Первую хлопкоочистительную машину в 1793 году изобрёл Эли́  Уитни, американский изобретатель и промышленник.